# Hugh Lofting
Œuvres principales
série Docteur Dolittle
Hugh Lofting, né le 14 janvier 1886 et mort le 26 septembre 1947, est un écrivain anglais, auteur de romans pour la jeunesse. Il est surtout célèbre pour avoir créé le personnage de Docteur Dolittle dans une série de romans devenus des classiques. Quelques titres ont été édités en France dès les années 1930.  

## Biographie
Hugh John Lofting naît à Maidenhead, dans le comté anglais du Berkshire, de parents anglais et irlandais, tous deux catholiques. Il fréquente le pensionnat jésuite Saint Mary's College puis, à l’âge de à dix-huit ans, émigre  aux États-Unis en 1905. Il s'inscrit au prestigieux Institut de technologie du Massachusetts (Massachusetts Institute of Technology) et obtient un diplôme d'ingénieur civil. Il rentre en Angleterre l'année suivante et finit ses études à l'école polytechnique de Londres (London Polytechnic). 
De 1908 à 1909, il œuvre comme ingénieur civil au Canada. De 1910 à 1912, il est en Afrique de l'Ouest où il travaille d’abord pour les chemins de fer Lagos Railway puis pour ceux de La Havane à Cuba.
Il retourne aux États-Unis en 1912, épouse Flora Small et s'installe à New York. Il abandonne le métier d'ingénieur et se consacre à l'écriture de nouvelles pour adultes qui seront publiées dans des magazines. Sa fille Elizabeth Mary naît en 1913, son fils Colin MacMahon, en 1915.  
Quand éclate la Première Guerre mondiale, étant toujours de nationalité britannique, il se porte volontaire et s'engage dans le corps des gardes irlandais (un régiment de l'armée britannique). Il sera lieutenant. Témoin des combats de tranchées en Flandre et en France, une grenade le blesse grièvement à la cuisse en 1917 ; il sera réformé de l'armée avant la fin de la guerre. 
C'est durant la guerre qu'il imagine le personnage du Docteur Dolittle, dans les lettres qu'il envoyait à ses enfants alors qu'il était au front. Ne voulant pas écrire à propos de la guerre, et sachant que tout courrier était soumis à la censure, il avait choisi ce moyen pour les divertir et adoucir son absence. Hugh Lofting dira que c'est en voyant le grand courage des chevaux et des mules, blessés ou tués durant les combats sur les champs de bataille, que l'idée lui est venu de créer le petit docteur Dolittle, afin que ce personnage fictif puisse faire pour ces animaux ce qu'il n’était pas possible de faire pour eux dans la vie réelle.
En 1919, Hugh Lofting déménage avec sa famille dans l’État du Connecticut (États-Unis). En 1927, son épouse décède ; il se remarie en 1928 avec Katherine Harrower Peters, mais celle-ci contracte une pneumonie et meurt dans l'année. En 1935, il épouse en troisièmes noces Josephine Fricker, une Canadienne. Leur fils Christopher Clement naît l'année suivante ; il sera son exécuteur littéraire. 
En 1939, bien que pacifiste convaincu mais fier de son engagement militaire durant la première guerre, Hugh Lofting, alors âgé de 58 ans, demandera à être réengagé dans le corps des gardes irlandais dans lequel il avait servi. Sa candidature sera refusée, à sa grande déception.
Hugh Lofting meurt en 1947 à Topanga, en Californie (États-Unis), à l'âge de soixante et un ans.
Bien que classé comme auteur pour enfants, les thèmes et les idées qui figurent dans les romans de Hugh Lofting (les ravages de la guerre, la complexité des écosystèmes, le danger de discriminer ceux qui sont différents) sont des sujets sérieux et universels. Hugh Lofting ne se considérait d’ailleurs pas comme un écrivain pour enfants. Interrogé sur le succès de ses romans, il dira : « Je ne prétends pas être une autorité en matière d'écriture ou d'illustration pour enfants (...). Il y a toujours eu une tendance à presque classer les enfants dans la catégorie "espèce différente". Longtemps ce fut pour moi un choc continuel de trouver mes romans dans la catégorie "jeunesse". Maintenant, cela ne me dérange plus, mais je continue quand même à penser qu'il faudrait une catégorie "vieillesse" pour contrebalancer ce terme. » («There has always been a tendency to classify children almost as a distinct species. For years it was a constant source of shock to me to find my writings amongst 'Juveniles.' It does not bother me any more now, but I still feel there should be a category of 'Seniles' to offset the epithet.»
Après sa mort, il sera décerné à Hugh Lofting le prix Lewis Carroll Shelf Award en 1958 pour le premier tome de la série : L'Histoire du Docteur Dolittle : sa vie singulière dans son pays et ses étonnantes aventures dans les pays étrangers, écrit en 1920.

## Œuvres

### Docteur Dolittle
- 1920 : The Story of Doctor Dolittle (paru en France sous le titre :  L'Histoire du Docteur Dolittle, 1931)
- 1922 : The Voyages of Doctor Dolittle (paru en France sous le titre : Les Voyages du Docteur Dolittle, 1935)
- 1923 : Doctor Dolittle's Post Office (paru en France sous le titre : La Poste du Docteur Dolittle, 1933)
- 1924 : Doctor Dolittle's Circus (paru en France sous le titre : Le Cirque du Docteur Dolittle, 1967)
- 1925 : Doctor Dolittle's Zoo
- 1926 : Doctor Dolittle's Caravan
- 1927 : Doctor Dolittle's Garden
- 1928 : Doctor Dolittle in the Moon
- 1932 : Gub-Gub's Book, An Encyclopaedia of Food
- 1933 : Doctor Dolittle's Return
- 1936 : Doctor Dolittle's Birthday Book
- 1948 : Doctor Dolittle and the Secret Lake
- 1950 : Doctor Dolittle and the Green Canary
- 1952 : Doctor Dolittle's Puddleby Adventures

### Autres livres pour la jeunesse
- 1923 : The Story of Mrs Tubbs
- 1936 : Tommy, Tilly, and Mrs. Tubbs
- 1924 : Porridge Poetry (recueil de poèmes fantaisistes)
- 1929 : Noisy Nora
- 1930 : The Twilight of Magic

### Roman pour adultes
- 1942 : Victory for the Slain (poème contre la futilité des guerres)

## Prix et récompenses
- Les États-Unis accordent à Hugh Lofting la Médaille Newbery du meilleur livre pour la jeunesse en 1923 pour Les Voyages du Doctor Dolittle.
- Prix Lewis Carroll Shelf Award en 1958, à titre posthume, pour le premier tome de la série : L'Histoire du Docteur Dolittle : sa vie singulière dans son pays et ses étonnantes aventures dans les pays étrangers (1920)